# Atanas Pejčinski
Atanas Pejčinski (in bulgaro Атанас Пейчински?; Pleven, 19 novembre 1935 – 3 settembre 2021) è stato un cestista bulgaro.

## Carriera
Con la Bulgaria ha disputato i Campionati del mondo del 1959, due edizioni dei Giochi olimpici (1956, 1960) e cinque dei Campionati europei (1957, 1959, 1961, 1963, 1965).